# 페르난 카바예로

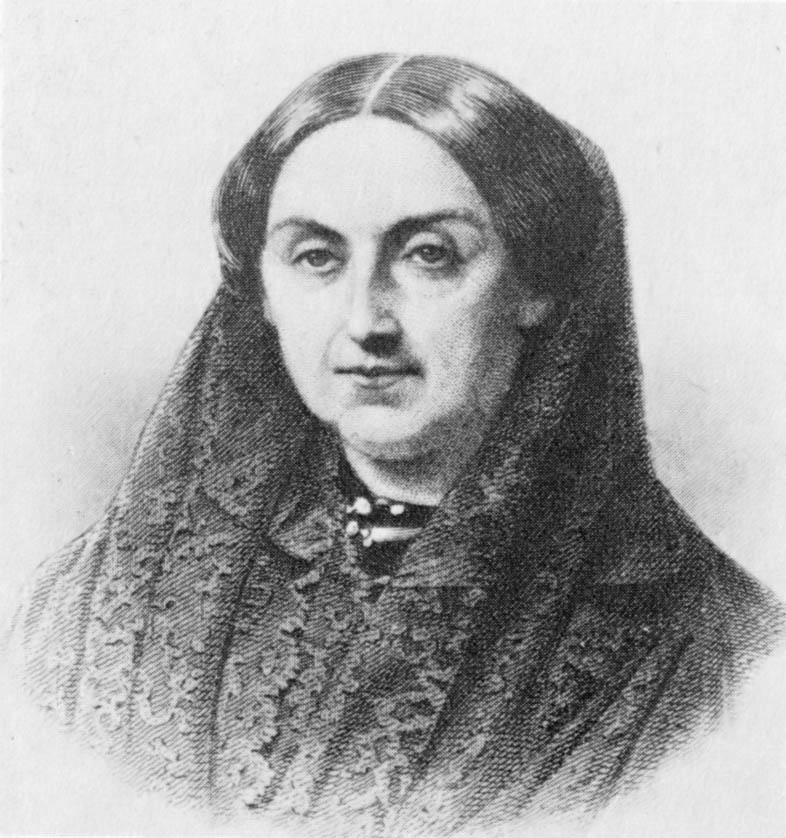

페르난 카바예로(Fernán Caballero, 1796년 12월 24일, Morges, Vaud – 1877년 4월 7일)는 에스파냐의 여류작가이다. 본명은 세실리아 벨 데 파벨이다.
독일인을 아버지로 하여 스위스에서 태어났다. 문학에의 관심은 양친, 특히 부친의 영향을 받은 점이 많다. 성장하여 이주한 안달루시아의 민화(民話)나 민요에 흥미를 갖고 이 방면에 대한 저작을 남기고 있다. 대표작은 안달루시아 지방의 생활을 그린 소설 <갈매기> <아르바레다가(家)>로, 이들 작품에 의해 낭만주의적 소재에서 사실(寫實)에의 방향을 찾았고, 여성의 예리한 감수성에 의한 관찰과 묘사는 생활 사생문학 소설을 만들어내서, 에스파냐 근대소설 선구자의 한 사람이 되었다.